# Холокауст у Летонији
Холокауст у Летонији се односи на злочине против човечности које су починили нацистичка Немачка и колаборационисти који су виктимизирали Јевреје током окупације Летоније. Од 1941. до 1944. убијено је око 70.000 Јевреја, око три четвртине од предратних 93.000. Поред тога, хиљаде немачких и аустријских Јевреја депортовано је у гето у Риги.

## Немачка окупација
Немачка војска је рано ујутро у недељу, 22. јуна 1941. прешла совјетску границу на широком фронту од Балтичког мора до Мађарске. Немци су напредовали преко Литваније према Даугавпилсу и другим стратешким тачкама у Летонији. Нацистичка полицијска држава укључивала је организацију под називом Служба безбедности - Зихерхајтсдинст (СД), а њено седиште у Берлину је било познато као Главни уред безбедности Рајха (РСХА) (Рајхсзихерхајтсхауптамт).

### Зихерхајтсдинст у Летонији
Уочи инвазије, СД је организовао четири ајнзацгрупе, мобилне убилачке одреде. Назив Einsatzgruppen („јединице за специјалне задатке“) је био еуфемизам, јер је њихова права сврха била да убију велики број људи које су нацисти сматрали „непожељним“. Међу њима су били комунисти, Роми, психички болесници, хомосексуалци и, посебно, Јевреји. Ајнзацгрупе су помно пратиле немачке инвазионе снаге и успоставиле присуство у Летонији у року од неколико дана, а понекад и сати, након што је немачки Вермахт окупирао одређено подручје земље.
СД у Летонији се на фотографијама и према описима може разликовати по униформама. Црна боја нацистичког СС-а се ретко носила; уместо тога, уобичајена одећа била је сива униформа Вермахта са црним симболима. Носили су налепницу СД на левом рукаву, жућкасту кошуљу и симбол мртвачке главе на капама. Чинови СД-а били су идентични СС-у. СД није носио симбол СС на својим десним језичцима крагне, већ су га заменили или мртвачком главом или словима "СД".
СД је прво успоставио своју власт у Летонији преко ајнзацгрупе А, која је била подељена на јединице зване ајнзацкоманде 1а, 1б, 2 и 3. Како се линија фронта померала даље на исток, ајнзацгрупа А се иселила из Летоније, остајући у земљи само неколико недеља, након чега је њене функције преузео „резидентни“ СД, под надлежношћу Kommandant der Sicherheitspolizei und SD, на који се односе немачки иницијали КдС. КдС је примао наређења и од РСХА у Берлину и од другог званичника по имену Befehlshaber (командант) der Sicherheitspolizei und des SD, или БдС. И КдС и БдС били су подређени другом званичнику који се звао виши СС и полицијски командант (Höherer SS-und Polizeiführer), или ХПССФ. Линије власти су се преклапале. Источни део Летоније, укључујући Даугавпилс и регион Латгале, додељен је ајнзацкоманди 1б (ЕК 1б) и 3 (ЕК 3). ЕК 1б је имао око 50 до 60 људи и њиме је командовао Ерих Ерлингер.

### Убиства почињу инвазијом нациста
У Летонији је холокауст почео у ноћи 23. на 24. јун 1941. године, када је на гробљу Гробина један одред СД убио шест локалних Јевреја, међу којима је био и градски апотекар. Следећих дана 35 Јевреја је истребљено у Дурбеу, Приекулеу и Аситеу. Нацистички освајачи су 29. јуна почели да формирају прву помоћну јединицу летонског СД у Јелгави. Мартинш Вагуланс, члан ултранационалистичке организације Перконкрустс, изабран је да га води. У лето 1941. године 300 људи из јединице учествовало је у убиству око 2000 Јевреја у Јелгави и другим местима Земгале. Убиство су надгледали официри немачког СД Рудолф Бац и Алфред Беку, који су у акцију укључили СС људе из ајнзацгрупе. Њиховим заједничким радом спаљена је главна јелгавска синагога. Након инвазије на Ригу, Валтер Шталекер, уз помоћ припадника Перконкруста и других локалних колаборациониста, организовао је погром Јевреја у главном граду Летоније. Викторс Арајс, који је тада имао 31 годину, могући бивши члан Перконкрустса и члан студентског братства, именован је за директног извршиоца акције. Био је беспослени вечити студент којег је издржавала његова жена, богата власница радње, десет година старија од њега. Арајс је неко време радио у летонској полицији. Истицао се својим моћним и екстремним размишљањем. Човек је био добро ухрањен, лепо обучен и „са поносно навученом студентском капом на једно уво“.

### Формирање Арајс команде
Викторс Арајс је 2. јула почео да формира своју оружану јединицу од људи који су одговарали на апел Перконкрустса да узму оружје и да ослободе Летонију од Јевреја и комуниста. У почетку је јединица углавном обухватала чланове различитих студентских братстава. 1941. пријавило се укупно око 300 људи. Најближи помоћници Викторса Арајса били су Константинс Какис, Алфредс Дикманис, Борис Кинслер и Хербертс Цукурс. У ноћи 3. јула, Арајс команда је почела да хапси, туче и пљачка Јевреје из Риге. 4. јула спаљена је хорска синагога у улици Гогола, а потом и синагоге у улицама Маскавас и Стабу. Многи Јевреји су убијени тих дана, укључујући и избеглице из Литваније. У запрежним колима и плавим аутобусима, људи из Арајс команде ишли су на различита места у Курландији, Земгалеу и Видземеу, убивши тамо хиљаде Јевреја.
Ова убиства су требало да служе као пример другим антисемитским присталицама нацистичких освајача. Поједине летонске јединице Selbstschutz (самозаштита) такође су биле укључене у масовна убиства Јевреја. У округу Илуксте, Јевреје је убила 20-члана јединица смрти Selbstschutz команданта Оскарса Балтманиса. Сва убиства су надгледали официри немачких СС и СД. У јулу 1941. године, око 4.000 Јевреја из Риге је убијено у шуми Бикерниеку. Убиствима су руководили штурмбанфирери (мајори) Х. Бартх, Р. Бац и новоименовани начелник Ришке СД Рудолф Ланге.

## Масакри
Како је навео летонски историчар Андријевс Езергаилис, ово је био почетак „највећег злочиначког чина у историји Летоније“. Од јула 1941. Јевреји Летоније су такође понижавани на различите начине и лишени права која су уживали остали грађани Летоније. Јеврејима је било строго забрањено да напуштају своје домове увече, ноћу и ујутру. Добијали су мање оброке хране, могли су да купују само у неким специјалним продавницама и морали су да носе знак жуте Давидове звезде на њиховој одећи. Било им је забрањено да присуствују местима где су се одржавали јавни догађаји, укључујући биоскопе, атлетске терене и паркове. Није им било дозвољено да користе возове и трамваје, да иду у купатила, да користе тротоаре, да посећују библиотеке и музеје или да иду у школе, а морали су да предају бицикле и радио-апарате. Јеврејским лекарима је било дозвољено само да саветују и лече Јевреје, и било им је забрањено да воде апотеке. Убрзо су за Јевреје уведене и максималне норме за намештај, одећу и постељину. Сви артикли изнад норме били су предмет конфискације за потребе Рајха. Сав накит, хартије од вредности, златне и сребрне новчиће морали су да предају на захтев. Антисемитизам је тако постао извор богаћења нацистичких званичника и њихових локалних сарадника који су конфисковали јеврејску имовину. Истребљење Јевреја им је одговарало да нико не би остао жив да захтева враћање украдених ствари.

### Лијепаја
У Лијепаји се прво масовно убијање Јевреја догодило 3. и 4. јула, када је стрељано око 400 људи, и 8. јула када је убијено 300 Јевреја. Пуцњаву је извршила немачка група СД-а и полицајаца, док су припадници летонског Selbstschutz-а довозили жртве на место убиства. 13. јула почело је уништавање велике хорске синагоге у Лијепаји. Свитци Светих списа били су побацани на тргу Угунсдзесеју, а Јевреји су били приморани да марширају преко својих светих ствари, а посматрачи су се весело смејали забавној сцени. Горе наведене операције су се одвијале под директним руководством Ерхарда Грауела, команданта Sonderkommando Ајнзацгрупе.

### Вентспилс
Након тога, Грауел је отишао у Вентспилс. Убиства су заједнички извршили немачки Орднунгсполицај и људи из локалног Selbstschutz-а. Од 16. до 18. јула, 300 људи је убијено у шуми Казину. У јулу-августу, преосталих 700 Јевреја из града је стрељано, док су Јевреји у региону убијени у јесен. Пуцњаву су извели немачки, летонски и естонски припадници СД који су стигли бродом. Убрзо се на аутопуту Кулдига -Вентспилс појавио постер на којем је писало да је Вентспилс Јуденфрај (без Јевреја).

### Даугавпилс
У Даугавпилсу је убиством Јевреја у почетку командовао Ерих Ерлингер, шеф ајнзацкоманде 1б. До 11. јула убили су око 1.150 људи. Ерлингеров рад је наставио Јоаким Хаман, који је био одговоран за убиство 9012 Јевреја у граду и јужној Латгалији. Шеф локалне помоћне полиције Робертс Блузманис је пружио активну помоћ тако што је обезбедио пресељење Јевреја у гето Грива и транспортовање на места убијања.

### Резекне
У Резекнеу је убиства извршила немачка група СД, којој су помагали људи Selbstschutz-а  и Арајс команда. Убијено је око 2.500 људи. До октобра 1941. убијено је укупно око 35.000 летонских Јевреја.
Позната су два случаја спашавања Јевреја у Резекнеу – староверка Улита Варушкина која је на молбу родитеља узела њиховог двогодишњег сина Мордехаја Тагера којег је касније усвојила, и пољска породица Матусевич која је сакрила Хаима Израелита и његовог синовца Јакова од три године. И Варушкина и породица Матусевич су за своје поступке добили су титулу Праведних међу народима.

### Вараклани
Вараклани, релативно мали град, имао је око 540 преосталих Јевреја када су Немци преузели контролу. Стрељани су у гробове које су били приморани да копају 4. августа 1941. године. Судбина овог малог града је слична многим другим градовима, документовано од стране JewishGen-а и других.

## Затвор

### Ришки гето
Дана 27. јула 1941. године, државни комесар (рајхскомисар) Хинрих Лозе (ранији гаулајтер Шлезвиг-Холштајна), владар балтичких земаља и Белорусије или Остланда како су окупатори називали територију – објавио је своје смернице о јеврејском питању. Јевреји су, по његовом мишљењу, морали да се искористе као јефтина радна снага тако што им се исплаћују минималне плате или да им се обезбеди минимални оброк хране – са оним што остане након снабдевања аутохтоног аријевског становништва. Јевреји су морали су да буду премештени у посебне просторе где би била уређена гета и где би им било забрањено да напуштају то подручје. Валтер Шталекер је протестовао против идеје Хинриха Лозеа и захтевао да се настави са истребљењем Јевреја. Берлин је, међутим, пренео власт на цивилну администрацију окупационе силе и она је радила ствари на свој начин. Подручје предграђа Латгале у Риги изабрано је за Ришки гето. У њему су углавном живели сиромашни људи: Јевреји, Руси и Белоруси. Око 7.000 Нејевреја је одатле премештено у друге станове у Риги. Више од 23.000 Јевреја из Риге добило је наређење да се пресели на територију гета. У гету је сада било више од 29.000 затвореника, укључујући и оне који су тамо раније боравили. У оквиру гета формиран је Јеврејски савет који је добио задатак да регулише друштвени живот. Ту је формирана јеврејска полиција за одржавање реда. Чинило га је 80 људи наоружаних палицама и гуменим пендрецима. Гето је био ограђен бодљикавом жицом. На главним улицама на улазу постављене су дрвене баријере, а тамо је као стража била стационирана летонска полиција. Јеврејима је било дозвољено да напуштају гето само у радним колонама и у пратњи стражара. Појединачни јеврејски специјалисти могли су да долазе и одлазе тако што ће показати посебну жуту легитимацију. Самостално одлазак је строго кажњаван.
У гету, Јевреји су били веома густо насељени: по особи је додељивано 3-4 квадратна метра. Постојало је и велико сиромаштво, јер су храну добијали само они који су радили, односно око половине логораша гета. Морали су да издржавају 5.652 деце и 8.300 стараца и инвалида. Гето је имао само 16 бакалница, апотеку и перионицу веша, а уређена је и болница на чијем је челу био професор Владимир Минц. Савет гета је био смештен у згради бивше јеврејске школе у улици Лачплеша 141. Историчар Маргерс Вестерманис пише: „Чланови Јеврејског савета, укључујући адвокате Д. Ељашева, М. Минца и Илију Јевелсона, и њихови помоћници добровољци учинили су све што су могли да некако ублаже опште патње. Јеврејски полицајци су такође покушавали да некако заштите своје ближње. Затвореници су се трудили да се сачувају, а постојала је чак и илузија преживљавања. Формирана је група отпора која је куповала оружје.

## Даугавпилски гето
Даугавпилски гето је основан у Гриви крајем јула 1941. године, када су сви преживели Јевреји у граду пресељени тамо. Тамо су довођени и Јевреји из других градова и села Латгале, па чак и из Видзема. Укупно је гето имао око 15.000 затвореника. Инжењер Миша Мовшенсон је водио Савет гета. Његов отац је био на челу града Даугавпилса 1918. током претходног периода немачке окупације.

## Ромски холокауст у Летонији
Мање се зна о холокаусту ромског народа него за друге групе. Већина доступних информација о прогону Рома у источној Европи коју су окупирали нацисти потичу из Летоније. Према попису становништва Летоније из 1935. године, у земљи је живело 3.839 Рома, што је највећа популација у било којој од балтичких држава. Многи од њих нису путовали земљом, већ су живели сталоженим, или „статичним“ животом.
Дана 4. децембра 1941. Хинрих Лозе је издао декрет у коме је писало:
Цигани који лутају по селу представљају двоструку опасност.
1. Као преносиоци заразних болести, посебно пегавог тифуса;
2. Као непоуздани елементи који се не придржавају прописа које издају немачке власти, нити су вољни да раде користан посао.

Постоји основана сумња да они обезбеђују обавештајне податке непријатељу и тиме штете немачкој ствари. Стога наређујем да се према њима поступа као према Јеврејима.
Иако је Лозеово име било у наредби, оно је заправо издато по налогу Бруна Једикеа, шефа Орднунгсполицаја у балтичким државама. Једике је заузврат био подређен Фридриху Јекелну, старијем есесовцу у балтичким државама и Белорусији.
Ромима је такође било забрањено да живе дуж обале. Историчар Леви верује да је ово ограничење можда изазвало прво велико убиство Рома у Летонији. Летонска полиција у Лијепаји је 5. децембра 1941. ухапсила 103 Рома (24 мушкарца, 31 жену и 48 деце). Од ових људи, летонска полиција је 100 предала у притвор шефу немачке полиције Фрицу Дитриху "ради праћења" (zu weiteren Veranlassung), што је нацистички еуфемизам за убиство. 5. децембра 1941. свих 100 убијено је код Фрауенбурга.
Једике је 12. јануара 1942. поделио Лозеову наредбу од 4. децембра 1941, наређујући својим потчињенима да у свим случајевима морају да се постарају да спроведу неопходни „наставак“. До 18. маја 1942. године, немачка полиција и командант СС-а у Лијепаји навели су у дневнику да су током претходног неутврђеног периода пуцањем убијена 174 Рома. Уопштено гледано, изгледало је да су лутајући или "путујући" Роми (vagabundierende Zigeuner) били мета, за разлику од нелутајућег или "статичног" становништва. Тако су 21. маја 1942. командант СС полиције у Лијепаји и командант СС забележили погубљење 16 путујућих Рома из округа Хасенпут. Документација, међутим, не прави увек разлику између различитих група Рома, па је ЕК А 24. априла 1942. известио да је убио 1.272 особе, укључујући 71 Рома, без даљег описа. Поред тога, нацистичка политика се померала напред-назад у погледу начина на који се према Ромима треба односити, а третман било које одређене групе Рома није нужно одражавао оно што би могло изгледати да је била званична политика тог тренутка.
Попут Јевреја, убијање Рома одвијало се кроз мање градове Летоније, и то уз помоћ Летонаца. Извештава се да је Арајс команда убила много Рома између јула и септембра 1941. У априлу 1942, 50 Рома, углавном жена и мале деце, окупљено је у затвору у Валмијери, потом изведено и стрељано. Други масакри су пријављени у Бауској и Тукумсу.
Није познато колико су Рома у Летонији побили нацисти и њихови летонски сарадници. Професор Езергаилис је проценио да је половина ромске популације убијена, али тачнији број вероватно никада неће бити утврђен.

## Правда
- Хинрих Лозе је био припадник нацистичке класе која је „требала да добије изненађујуће лаган третман“ на суђењу у Нирнбергу.[28] У Лозеовом случају, очигледно зато што су британске власти веровале да је био невин за нацистичке злочине у балтичким државама, он је предат западнонемачком суду за „денацификацију“. Осуђен је на максималну казну од 10 година, Лозе је пуштен рано 1951. „на основу познатог лошег здравља“. Преминуо је 1964.[29]
- Викторс Арајс је пред британским судом оптужен за ратне злочине, али је пуштен 1948. године, а потом се годинама скривао у Западној Немачкој; иако је још увек био тражени ратни злочинац, нашао је посао као возач британске војне јединице у западној окупационој зони.[29] На крају је Арајс ухваћен и 1979. суђен и осуђен за убиство на суду у Западној Немачкој. Умро је у затвору 1988.[29][30][31]
- Фридрих Јанке, нацистички полицајац који је имао кључну улогу у успостављању гета у Риги и организовању марша до јама, такође је ухапшен и суђено му је у Западној Немачкој 1970-их.[32]
- Хербертс Цукурс је побегао у Јужну Америку. Године 1965. убили су га агенти Мосада, који су га привукли из Бразила у Уругвај са лажном намером да започне посао у авијацији,[33] након што се сазнало да му се неће судити за наводно учешће у холокаусту.[34]
- Едуард Штраух, СС потпуковник, командовао је подјединицом убица Румбула под називом „Ајнзацкоманда 2“.[35] Упркос настојању да се лажно заведе као ментално болестан, Нирнбершки војни суд га је осудио на суђењу припадницима Ајнзацгрупа због кључне улоге у Румбули и низу других масовних убистава у источној Европи. Председавајући судија Мајкл Мусмано је 9. априла 1948. изрекао казну Трибунала Штрауху: „Оптужени ЕДУАРД ШТРАУХ, по тачкама оптужнице по којима сте осуђени, Трибунал вас осуђује на смрт вешањем.[36] За разлику од својих саоптуженика Ота Олендорфа и Пола Блобела, Штраух није био обешен. Уместо тога, предат је властима у Белгији, где је починио друге злочине, на суђење. Штраух је осуђен на смрт, али није погубљен. Преминуо је у белгијском притвору 11. септембра 1955.[37]
- Фридрих Јекелн је дошао у совјетски притвор после рата. Испитиван је, осуђен и обешен у Риги 3. фебруара 1946. године. Егзекуција се није догодила на територији бившег гета у Риги, према општој заблуди, већ на Тргу победе (Uzvaras laukums).[38]
- Фрицу Дитриху никада није суђено за оно што је урадио у Летонији. Међутим, суђено му је на суђењу у Дахау због наручивања убистава 7 америчких ратних заробљеника. Дитрих је проглашен кривим, осуђен на смрт и обешен 1948.

## Историографија и споменици

### Совјетски период
Током Другог светског рата, Совјетски Савез је поново окупирао Летонију, овог пута од 1944. до 1991. године. Није одговарало совјетским циљевима да се помиње место Румбула или да се призна да су жртве Јевреји. До 1960. године ништа није урађено на очувању или меморијализацији места убијања. Године 1961. млади Јевреји из Риге тражили су то место и пронашли угљенисане кости и друге доказе о убиствима. Године 1962. Совјети су организовали званично одобрену комеморацију у Бикернијекију (још једно место убиства) на којој се Јевреји нису помињали, већ се говорило само о „жртвама нациста“. Године 1963. групе младих Јевреја из Риге су недељно излазиле у Румбулу и чистиле и обнављале локацију користећи лопате, колица и други ручни алат. Локалитет је током година обележен низом импровизованих споменика. Током совјетске доминације у Летонији, Совјети су одбијали да дозволе било какав споменик који би конкретно идентификовао жртве као Јевреје.

Совјетски Савез је гушио истраживање и места холокауста у Летонији све до 1991. године, када је окончана совјетска власт над Летонијом. У једном случају спомен обележје на Румбули које власти нису одобриле једноставно је однето усред ноћи, без објашњења. Повремено се помињао холокауст у литератури током совјетске ере. Фолклорна фигура звана „žīdu šāvējs“ (убица Јевреја) повремено се појављивала у причама. Песник Ојарс Вацијетис је често спомињао холокауст у свом делу, укључујући посебно његову добро цењену песму „Румбула“, написану почетком 1960-их. Једини познати преживели из холокауста у Летонији био је Мајкл Генчик, који је побегао из Летоније и придружио се Црвеној армији, где је служио 30 година. Његова породица је убијена у Румбули. Много година касније сећао се:
У каснијим годинама званичници су одржавали парастос сваке године у новембру или децембру. Било је говора који су подсећали на зверства нациста. Али изговарање кадиша било је забрањено. Једном након званичног дела састанка, Јевреји су покушали да изговоре кадиш и да испричају нешто о гету, али полиција то није дозволила. Све до 1972. године, када сам отишао у пензију, трудио сам се да место буде уредно.

### Независна Летонија
У Летонији, сећања на холокауст могла су да се наставе тек када се совјетска власт завршила. Велики део рада после 1991. године био је посвећен идентификацији жртава. Ово је било компликовано протоком времена и губитком неких записа и прикривањем других од стране НКВД-а и његових наследничких агенција совјетске тајне полиције.
Дана 29. новембра 2002. године, шездесет и једну годину након убистава, највиши званичници Републике Летоније, заједно са представницима јеврејске заједнице Летоније, страним амбасадорима и другима присуствовали су спомен освећењу на месту масакра у Румбули. Председник и премијер Републике отишли су до шуме одакле је био гето у Риги. Када су стигли, председница Ваира Вике-Фрајберга се обратила скупу:
Холокауст, у својим бројним облицима, болно је погодио Летонију. Овде у Румбули где почивају земни остаци летонских Јевреја, дошли смо да им одамо почаст и да их се сетимо. Зато желим да упутим посебан поздрав представницима јеврејске заједнице Летоније за које је ово посебан дан жалости, тим пре што овде леже њихови најмилији, рођаци и припадници њихове вере. * * *

Ово је ужасан чин насиља, ужасан масакр. И наша је дужност, дужност нас који смо преживели, да помен ових невиних жртава преносимо на будуће генерације, да се сећамо са саосећањем, тугом и пијететом. Наша дужност је да учимо нашу децу и децу о томе, наша дужност је да тражимо преживеле и бележимо њихова сећања, али, пре свега, наша дужност је да видимо да се то никада више не понови.

### Историографска дела
- Anders, Edward, and Dubrovskis, Juris, "Who Died in the Holocaust? Recovering Names from Official Records", Holocaust and Genocide Studies 17.1 (2003) 114-138
- Angrick, Andrej, and Klein, Peter, Die "Endlösung" in Riga., (English: The Final Solution in Riga), Darmstadt. . 2006. ISBN 3-534-19149-8. Недостаје или је празан параметар |title= (помоћ)
- Bloxham, Donald, Genocide on Trial; war crimes trials and the formation of Holocaust History and Memory, Oxford University Press, New York NY. . 2001. ISBN 0-19-820872-3. Недостаје или је празан параметар |title= (помоћ)
- Browning, Christopher, and Matthäus, Jürgen, The Origins of the Final Solution: The Evolution of Nazi Jewish Policy, September 1939 – March 1942, University of Nebraska Press, Lincoln, NE. . 2004. ISBN 978-0-8032-5979-9. Недостаје или је празан параметар |title= (помоћ)
- Dribins, Leo, Gūtmanis, Armands, and Vestermanis, Marģers, "Latvia's Jewish Community: History, Trajedy, Revival", Ministry of Foreign Affairs, Republic of Latvia
- Edelheit, Abraham J. and Edelheit, Hershel, History of the Holocaust: A Handbook and Dictionary, Westview Press, Boulder, CO. . 1994. ISBN 0-8133-1411-9. Недостаје или је празан параметар |title= (помоћ)
- Eksteins, Modris, Walking Since Daybreak: A story of Eastern Europe, World War II, and the Heart of our Century, Houghton Mifflin, Boston. . 1999. ISBN 0-395-93747-7. Недостаје или је празан параметар |title= (помоћ)
- Ezergailis, Andrew, The Holocaust in Latvia 1941-1944—The Missing Center, Historical Institute of Latvia (in association with the United States Holocaust Memorial Museum) Riga. . 1996. ISBN 9984-9054-3-8. Недостаје или је празан параметар |title= (помоћ)
- Ezergailis, Andrew, "Latvia", in The World Reacts to the Holocaust, Wyman, David S., and Rosenzveig, Charles H., Eds., at pages 354-388, Johns Hopkins University Press, Baltimore. . 1996. ISBN 0-8018-4969-1. Недостаје или је празан параметар |title= (помоћ)
- Fleming, Gerald (1994). Hitler and the Final Solution. Berkeley: University of California Press, Berkeley. ISBN 0-520-06022-9.
- Friedländer, Saul, The years of extermination: Nazi Germany and the Jews, 1939-1945, New York, NY. . 2007. ISBN 978-0-06-019043-9. Недостаје или је празан параметар |title= (помоћ)
- Hancock, Ian, "Genocide of the Roma in the Holocaust", Excerpted from Charny, Israel, W., Encyclopedia of Genocide (1997) available on-line at the Patrin Web Journal на сајту  (архивирано октобар 26, 2009)
- Hilberg, Raul, The Destruction of the European Jews (3d Ed.) Yale University Press, New Haven, CT. . 2003. ISBN 0-300-09557-0. Недостаје или је празан параметар |title= (помоћ)
- Kaufmann, Max, Die Vernichtung des Judens Lettlands (The Destruction of the Jews of Latvia), Munich, English translation by Laimdota Mazzarins available on-line as Churbn Lettland -- The Destruction of the Jews of Latvia (all references in this article are to page numbers in the on-line edition). . 1947. ISBN 978-3866283152. Недостаје или је празан параметар |title= (помоћ)
- Klee, Ernst, Dressen, Willi, and Riess, Volker, eds., The Good Old Days: The Holocaust as seen by its Perpetrators and Bystanders, (English translation) MacMillan Free Press, NY. . 1991. ISBN 0-02-917425-2. Недостаје или је празан параметар |title= (помоћ)
- Latvia Institute, The Holocaust in German-Occupied Latvia Архивирано на веб-сајту  (28. јул 2020)
- Lewy, Guenter (2000). The Nazi Persecution of the Gypsies. Oxford University Press. ISBN 0-19-512556-8.
- Lumans, Valdis O. (2006). Latvia in World War II. New York: Fordham University Press. ISBN 0-8232-2627-1.
- Michelson, Frida, I Survived Rumbuli, Holocaust Library, New York, NY. . 1979. ISBN 0-89604-029-1. Недостаје или је празан параметар |title= (помоћ)
- Ministry of Foreign Affairs of the Republic of Latvia, Holocaust Remembrance - Rumbula Memorial Site Unveiled, December 2002
- Niewyk, Donald L., and Nicosia, Francis R., The Columbia Guide to the Holocaust, New York: Columbia University Press, 2003
- Press, Bernhard (2000). The Murder of the Jews in Latvia: 1941-1945. Northwestern University Press. ISBN 978-081011729-7.
- Reitlinger, Gerald, The SS—Alibi of a Nation, at 186, 282, Viking Press, New York, 1957 (Da Capo reprint 1989). . ISBN 0-306-80351-8. Недостаје или је празан параметар |title= (помоћ)
- Roseman, Mark, The Wannsee Conference and the Final Solution—A Reassessment, Holt, New York. . 2002. ISBN 0-8050-6810-4. Недостаје или је празан параметар |title= (помоћ)
- Rubenstein, Richard L., and Roth, John K., Approaches to Auschwitz, page 179, Louisville, Ky. : Westminster John Knox Press. . 2003. ISBN 0-664-22353-2. Недостаје или је празан параметар |title= (помоћ)
- Scheffler, Wolfgang, "Zur Geschichte der Deportation jüdischer Bürger nach Riga 1941/1942", Volksbund Deutsche Kriegsgräberfürsorge e.V. – 23.05.2000
- Schneider, Gertrude, ed., The Unfinished Road: Jewish Survivors of Latvia Look Back, Praeger Publishers. . 1991. ISBN 978-0-275-94093-5. Недостаје или је празан параметар |title= (помоћ)
- Smith, Lyn, Remembering: Voices of the Holocaust, Carroll & Graf, New York. . 2005. ISBN 0-7867-1640-1. Недостаје или је празан параметар |title= (помоћ)
- Winter, Alfred, "Rumbula Viewed From The Riga Ghetto" from The Ghetto of Riga and Continuance - A Survivor's Memoir 1998

### Суђења за ратне злочине и докази
- Bräutigam, Otto, Memorandum dated 18 Dec. 1941, "Jewish Question re correspondence of 15 Nov. 1941" translated and reprinted in Office of the United States Chief of Counsel For Prosecution of Axis Criminality, OCCPAC: Nazi Conspiracy and Aggression, Exhibit 3666-PS, Volume VII, pages 978-995, USGPO, Washington DC 1946 ("Red Series")
- Jeckeln, Friedrich, excerpts from minutes of interrogation, 14 December 1945 (Maj. Zwetajew, interrogator, Sgt. Suur, interpreter), pages 8–13, from the Historical State Archives, as reprinted in Fleming, Hitler and the Final Solution, at pages 95–100 (Portions of the Jeckeln interrogation are also available online at the Nizkor website Архивирано на веб-сајту  (18. јул 2011)).
- Stahlecker, Franz W., "Comprehensive Report of Einsatzgruppe A Operations up to 15 October 1941", Exhibit L-180, translated in part and reprinted in Office of the United States Chief of Counsel For Prosecution of Axis Criminality, OCCPAC: Nazi Conspiracy and Aggression, Volume VII, pages 978–995, USGPO, Washington DC 1946 ("Red Series")
- Trials of War Criminals before the Nuernberg Military Tribunals under Control Council Law No. 10, Nuernberg, October 1946 - April 1949, Volume IV, ("Green Series) (the "Einsatzgruppen case") also available at Mazel library (well indexed HTML version)